# 海德縣 (北卡羅萊納州)
海德县（英語：Hyde County）是位於美国北卡罗来纳州東部的一個縣，面積3,688平方公里。其水域被外岸分為兩部份：外岸以內為帕姆利科灣，以外為大西洋。根據2020年美國人口普查統計，共有人口4,589人。縣治天鵝角。該縣成立於1705年12月3日，原名威克漢姆縣（Wickham County），1712年改為現名；縣名紀念歷任北卡羅萊納殖民地總督、纽约州州长及新泽西州州長的第三代克拉倫登伯爵愛德華·海德。